# Deutsch-baltische Reform-Partei
Die Deutsch-baltische Reform-Partei (DbRP) war eine Partei der deutschen Minderheit in Lettland zwischen 1920 und 1934.
Die DbRP wurde am 25. Januar 1920 gegründet. Vorsitzender war 1920 bis 1932 Edwin Magnus (1888–1974) und von 1932 bis 1934 Lothar Schoeler (1881–1945).
Die Partei, die bürgerliche Positionen der Mitte vertrat, trat bei Wahlen zum Saeima als Teil des Ausschusses der Deutschbaltischen Parteien auf. Sie stellte mit Edwin Magnus, Lothar Schoeler und Manfred von Vegesack insgesamt drei Abgeordneten.
Nach einem Staatsstreich am 15. Mai 1934 wurden die Parteien, darunter auch die Deutsch-baltische Reform-Partei, von Kārlis Ulmanis verboten und die Saeima aufgelöst.